# Ciumalovo, Teceu
Ciumalovo (în ucraineană Чумальово) este localitatea de reședință a comunei Ciumalovo din raionul Teceu, regiunea Transcarpatia, Ucraina.

## Demografie
Componența lingvistică a localității Ciumalovo
     Ucraineană (98,99%)
     Alte limbi (0,98%)
Conform recensământului din 2001, majoritatea populației localității Ciumalovo era vorbitoare de ucraineană (98,99%), existând în minoritate și vorbitori de alte limbi.